# Fernando Baiano
João Fernando Nelo,[carece de fontes?] mais conhecido como Fernando Baiano (São Paulo, 18 de março de 1979), é um ex-futebolista brasileiro que atuava como atacante.
Fernando Baiano foi assim chamado por Mirandinha, ex-jogador corinthiano, quando o treinava nas categorias de base do Timão.

## Carreira

### Corinthians
A trajetória do atacante no time profissional do Timão começou em 1998, mas foram poucos jogos. Estreou em 7 de junho de 1998, no empate com a União Barbarense em 1 a 1, em partida amistosa. Foi campeão do Brasileirão de 1998, pelo qual realizou dez partidas.
De volta à base no começo de 1999, se destacou na Copa São Paulo de Futebol Júnior, onde foi campeão, e foi promovido definitivamente pelo técnico Evaristo de Macedo.
Pela fase de grupos da Copa Libertadores da América de 1999, o jovem Fernando Baiano, então com 20 anos, fez cinco gols na histórica goleada de 8 a 2 sobre o Cerro Porteño. A atuação contra o Cerro é considerada por Fernando Baiano a melhor de sua carreira. Foi a primeira e única vez que o atacante marcou cinco em uma partida. Baiano voltou ao banco de reservas no segundo semestre, quando a equipe alvinegra contratou Luizão como centroavante.
Foi bicampeão nacional em 1999, e também venceu o Mundial de Clubes da Fifa em 2000, inclusive cobrando um dos pênaltis na disputa contra o Vasco na final. Fernando sofreu uma lesão no início daquela temporada, e depois não conseguiu repetir as boas atuações que teve nos anos anteriores.
Em sua última partida disputada pelo Timão, em 2 de dezembro de 2001, o Corinthians foi derrotado pelo Fluminense por 2 a 1, em partida válida pelo Campeonato Brasileiro de 2001.
Nas 3 temporadas que jogou no Corinthians, ele foi artilheiro da Copa Libertadores da América de 1999 e conquistou também o Campeonato Paulista de 1999 e 2001.

### Internacional
No Internacional, Fernando Baiano conquistou o Gauchão de 2002, onde marcou 3 gols nos dois jogos da final, além de ter tido uma importante participação na última partida do Campeonato Brasileiro de 2002, em que deu um passe para o gol de Mahicon Librelato e fez um gol de falta na vitória por 2x0 em cima do Paysandu, livrando o Inter do rebaixamento.

### Flamengo
Em 2003, foi para o Flamengo onde fez 41 jogos e marcou 16 gols.

### Al Wahda
Pelo clube, disputou o Mundial de Clubes em 2010, quando marcou 2 gols e terminou na sexta colocação.
Em 2011, sagrou-se campeão da Supercopa dos Campeões dos Emirados Árabes pelo Al Wahda, batendo o maior rival, o Al Jazira, por 5 a 4 nos pênaltis, após empate em 2 a 2 no tempo normal. Fernando atuou junto dos brasileiros o meia Hugo, autor dos dois gols do empate e o volante Magrão.

### São Bernardo
Após 5 meses parado, em 2013, perdeu 10 kg e se destacou atuando pelo São Bernardo no Campeonato Paulista.

### Seleção Brasileira Sub-20
Ele participou da Seleção Brasileira que disputou o Campeonato Mundial Sub-20 de 1999, onde o Brasil foi eliminado pelo Uruguai nas quartas-de-final. Ele fez 3 gols em 5 jogos.

### Fora de campo
No dia 17 de maio de 2016, foi anunciado como dirigente da Portuguesa.

## Títulos
Corinthians
- Copa São Paulo de Futebol Junior: 1999
- Mundial de Clubes da FIFA: 2000
- Campeonato Brasileiro: 1998 e 1999
- Campeonato Paulista: 1999 e 2001

Internacional
- Campeonato Gaúcho: 2002

Flamengo
- Taça Desafio 50 Anos da Petrobrás: 2003

Málaga
- Torneio da Costa do Sol: 2005

Celta de Vigo
- Troféu Cidade de Vigo: 2005-06
- Troféu Memorial Quinocho: 2006-07
- Copa Xunta da Galicia: 2007

Al-Jazira
- Copa do Golfo: 2008-09

Al-Wahda
- UAE League: 2010
- UAE Super Copa: 2011

## Artilharias
Corinthians
- Copa Libertadores da América: 1999 – 6 gols